# Allān-e Soflá
Allān-e Soflá (persiska: آلانِ سُفلَى, آلانِ پائين, عَلانِ سُفلَى, الاّن سفلی, Ālān-e Soflá) är en ort i Iran.   Den ligger i provinsen Hamadan, i den nordvästra delen av landet, 290 km väster om huvudstaden Teheran. Allān-e Soflá ligger 2 014 meter över havet och antalet invånare är 497.
Terrängen runt Allān-e Soflá är varierad.Runt Allān-e Soflá är det ganska tätbefolkat, med 75 invånare per kvadratkilometer. Närmaste större samhälle är Khabar Arkhī, 10,4 km nordost om Allān-e Soflá. Trakten runt Allān-e Soflá består i huvudsak av gräsmarker.